# Rödlärka
Rödlärka (Calendulauda burra) är en fåtalig och sårbar fågel i familjen lärkor inom ordningen tättingar, endemisk för Sydafrika. Den är fåtalig och minskar i antal, varför den är upptagen på IUCNs röda lista över hotade arter.

## Kännetecken

### Utseende
Rödlärkan är en stor och kraftig lärka med en kroppslängd på 19 centimeter. Den har kraftigt streckat bröst, vitt ögonstreck och mörka örontäckare. Jämfört med dynlärka (Calendulauda erythrochlamys) och törellärka (C. barlowi) är ovansidan djupt rödbrun, medan karroolärkan (C. albescens) har tunnare näbb och är svagare streckad, även ut på flankerna.

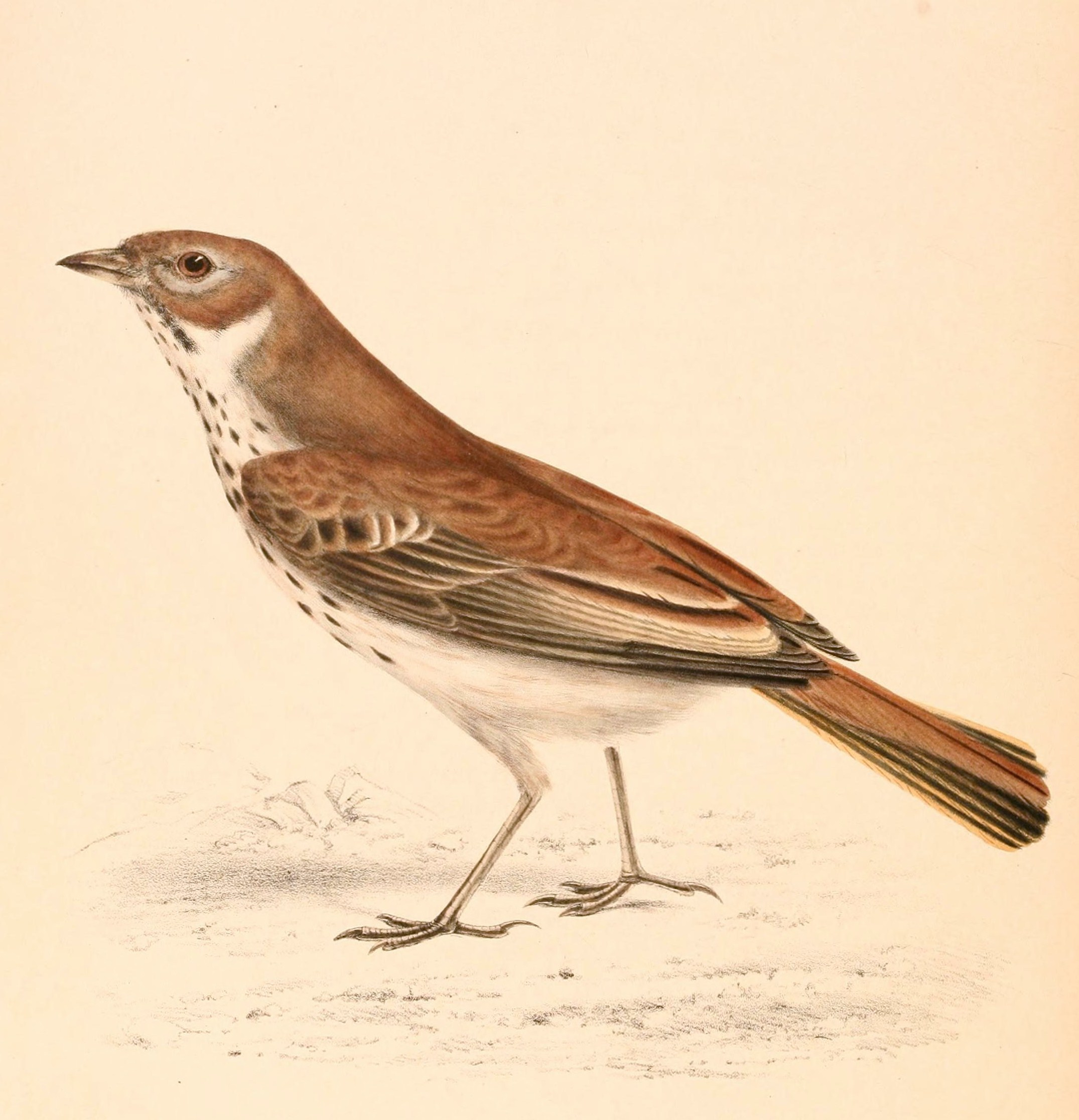
Illustration av rödlärka från 1838 utförd av zoologen Andrew Smith.

### Läten
Rödlärkans sång påminner om karroolärkans, men är långsammare och mycket mörkare. Den sjunger från toppen av en buske eller i spelflykt.

## Utbredning och systematik
Arten återfinns endast i Sydafrika, i nordvästra och centrala Norra Kapprovinsen samt allra nordligaste norra Västra Kapprovinsen.

## Levnadssätt
Rödlärkan förekommer i sanddyner och mer lerhaltiga jordar huvudsakligen på alluvialslätter, mellan 600 och 1100 meters höjd. Den lever av olika sorters ryggradslösa djur, inklusive skalbaggar, fjärilslarver, gräshoppor, myror och termiter. Fågeln har noterats häcka året runt, men med toppar från augusti till oktober i väster och mars till maj i öster.

## Status och hot
Rödlärkan har en liten världspopulation på uppskattningsvis endast 9 400 individer. Den minskar dessutom i antal på grund av habitatförlust, framför allt genom överbete från boskap. Internationella naturvårdsunionen IUCN kategoriserar den därför som sårbar.

## Namn
Rödlärkan beskrevs vetenskapligt som art av Bangs 1930, dock initialt placerad i släktet Ammomanes. Det vetenskapliga artnamnet burra kommer av en gammal form av Pyrrhus, som på grekiska betyder "röd".